# Summer Nights – Live in Las Vegas
A Summer Nights – Live in Las Vegas Olivia Newton-John 2015 márciusában megjelent dupla koncertalbuma. 
Olivia 2014 áprilisban egy szezonra szóló koncertsorozatot kezdett a Las Vegas-i Hotel Flamingo szálloda-kaszinóban. A nagy sikerre való tekintettel a sorozatot előbb 2015 elejéig, majd szeptemberig meghosszabbították. A koncerteken Olivia pályájának teljes egésze bemutatásra kerül, a legelső folk dalokon át a nagy korai slágerekig, a Grease legismertebb dalaitől a későbbi meditatív stílusig. A koncerteket – mint mindig – az I Honestly Love You dal zárta. A Summer Nights – Live in Las Vegas album ezen koncertek egyikének a hangfelvétele, mely dupla CD és letölthető változatban egyaránt megjelent.

## Dalok
- 1. Have You Ever Been Mellow 4:15
- 2. Xanadu 3:25
- 3. Magic 4:34
- 4. Suddenly 4:54
- 5. A Little More Love 4:43
- 6. Sam 5:10
- 7. If Not for You 1:43
- 8. Let Me Be There 1:55
- 9. Please Mr. Please 2:01
- 10. Country Roads 1:49
- 11. If You Love Me (Let Me Know) 1:41
- 12. Physical (Live) 8:56
- 13. Cry Me a River 5:37
- 14. Send in the Clowns 6:06
- 15. Not Gonna Give into It 3:37
- 16. Sandra Dee 0:37
- 17. You're the One That I Want 4:14
- 18. Hopelessly Devoted 4:56
- 19. Summer Nights 4:57
- 20. We Go Together 4:40
- 21. Grace & Gratitude 4:17
- 22. I Honestly Love You 5:48